# Сугимото-дэра
Сугимото-дэра (яп. 杉本寺, полное название — яп. 大蔵山観音院杉本寺, Taizō-zan Kannon-in Sugimoto-dera) — буддийский храм в городе Камакура в префектуре Канагава, Япония. Один из старейших храмов Камакуры. Основан примерно в 734 году, еще до того, как город стал столицей Японии в период Камакура. 
Это один из двух (вместе с Хокаи-дзи, расположенным здесь же — в Камакуре) храмов, принадлежащих буддийской школе Тэндай. Две из трех статуй Каннон, почитаемых в храме, являются важными культурными ценностями Японии. В народе Сугимото-дэра называют Каннон-слезай-с-коня (Geba Kannon), потому что всякий, кто проезжал мимо этого храма верхом, непременно спешивался возле него (по другой версии легенды, всадник, не верящий в силу Каннон, всегда падал с лошади, проезжая мимо храма). Храм находится в подчинении храму Хокаи-дзи.